# Campesinos Insurgentes
Campesinos Insurgentes är en ort i Mexiko.   Den ligger i kommunen Jiménez och delstaten Tamaulipas, i den centrala delen av landet, 500 km norr om huvudstaden Mexico City. Campesinos Insurgentes ligger 88 meter över havet och antalet invånare är 181.
Terrängen runt Campesinos Insurgentes är platt. Runt Campesinos Insurgentes är det mycket glesbefolkat, med 7 invånare per kvadratkilometer. Närmaste större samhälle är Santander Jiménez, 9,5 km norr om Campesinos Insurgentes. Trakten runt Campesinos Insurgentes består i huvudsak av gräsmarker.